# Rio Cărbunele Negru
O Rio Cărbunele Negru é um rio da Romênia, afluente do Mureş, localizado no distrito de Harghita.